# Arp 54
Arp 54 ist eine Balkenspiralgalaxie im Sternbild Walfisch, die in optischer Nähe zu dem Objekt PGC 9107 liegt. Die Galaxie ist schätzungsweise 581 Millionen Lichtjahre von der Milchstraße entfernt.
Halton Arp gliederte seinen Katalog ungewöhnlicher Galaxien nach rein morphologischen Kriterien in Gruppen. Diese Galaxie gehört zu der Klasse Spiralgalaxien mit einem kleinen Begleiter hoher Flächenhelligkeit auf einem Arm.